# 霞冰川
68°20′S 42°21′E / 68.333°S 42.350°E
霞冰川是南極洲的冰川，位於毛德皇后地的奧拉夫王子海岸，終點在霞岩以東，根據日本探險隊的測量和空中照片繪入地圖，現時由南極條約體系管理。